# قنطريون موتيرد
قنطريون موتيرد واسمه العلمي (باللاتينية: Centaurea regia) نوع نباتي ينتمي إلى جنس القنطريون من الفصيلة النجمية. سمي على اسم عالم النبات بول موتيرد.

## الموئل والانتشار
موطنه بلاد الشام.